# 麥凱峰

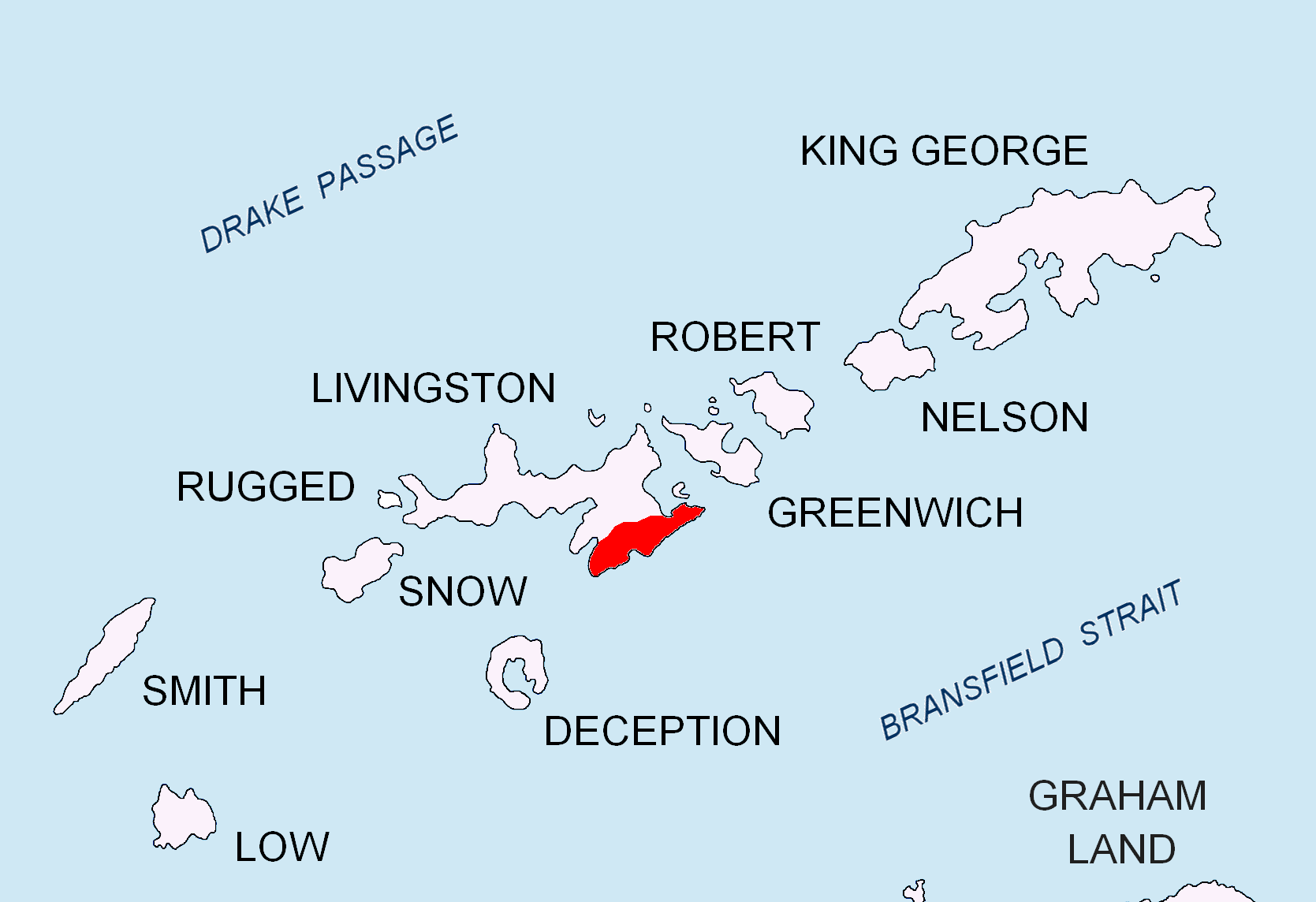

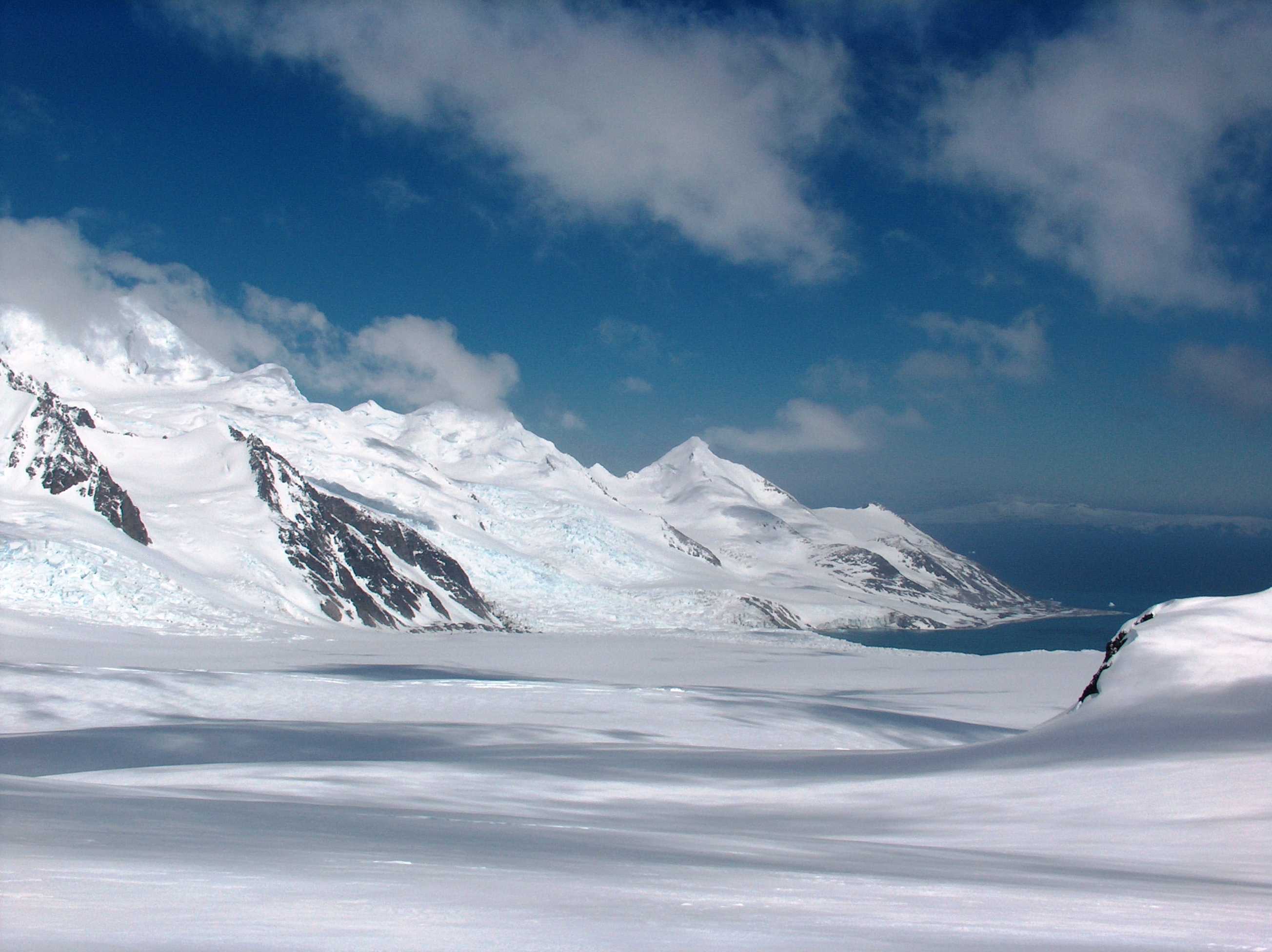

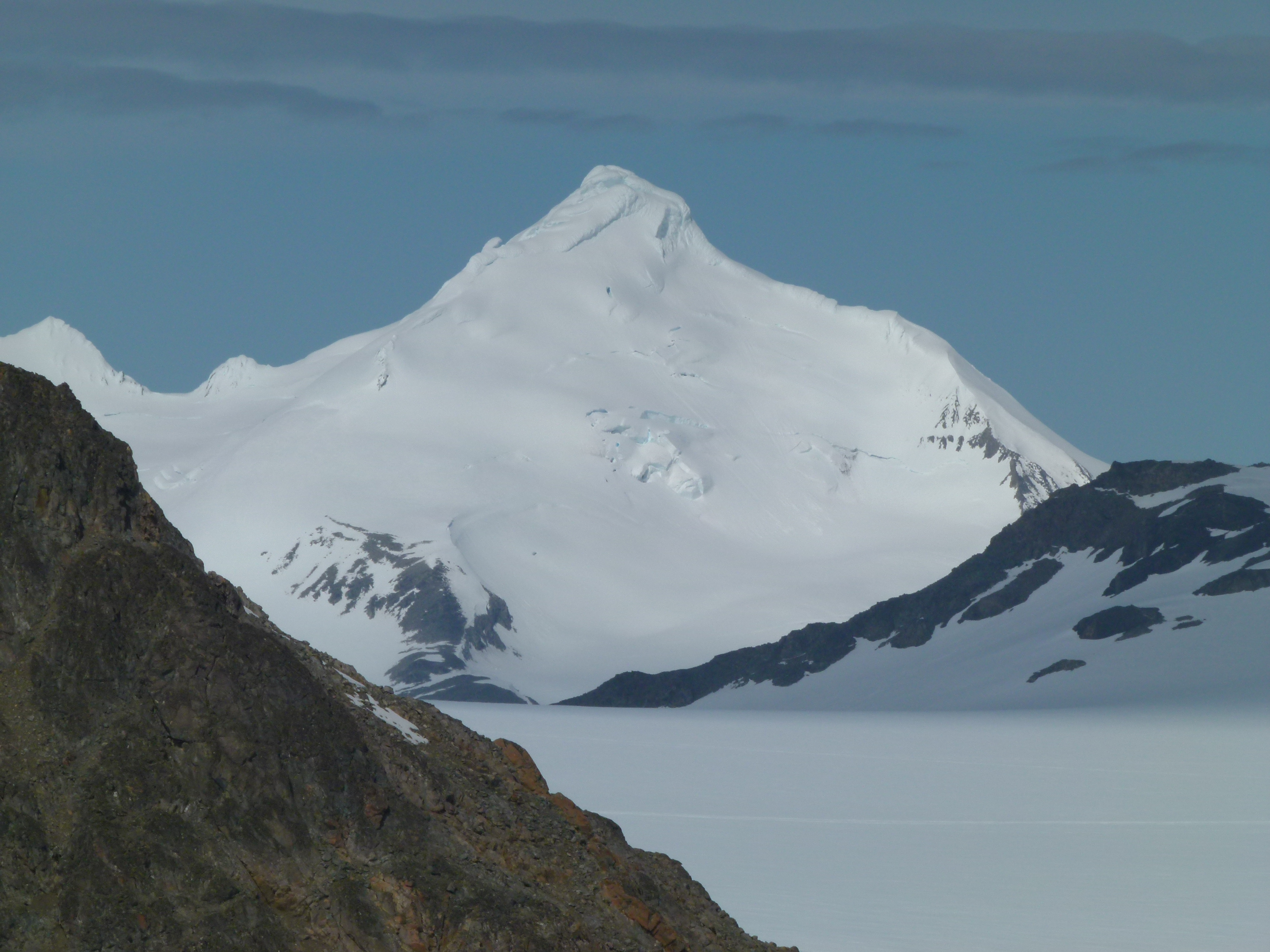

麥凱峰（英語：MacKay Peak）是南極洲的山峰，位於南設得蘭群島的利文斯頓島，屬於弗里斯蘭嶺的一部分，海拔高度700米，處於內皮爾峰以南5.67公里和聖梅多迪烏斯峰西南面2.76公里。
62°43′16″S 60°17′57.5″W / 62.72111°S 60.299306°W

## 外部連結
- SCAR Composite Gazetteer of Antarctica（页面存档备份，存于）.